# Julian Adams
Julian Adams (* 7. Dezember 1954 in Montreal, Québec) ist ein kanadischer Pharmakologe, der an der Entwicklung verschiedener neuer Therapeutika beteiligt war, darunter das AIDS-Medikament Nevirapin und die Krebs-Medikamente Bortezomib (erfolgreich) und Duvelisib (nicht erfolgreich). Er war und ist leitend bei zahlreichen Unternehmen der Biotechnologie tätig.

## Leben
Adams ist der älteste Sohn des rumänischstämmigen Holocaust-Überlebenden und Immobilienhändlers Marcel Adams und Bruder des Unternehmers Sylvan Adams. Julian Adams erwarb an der McGill University einen Bachelor und am Massachusetts Institute of Technology einen Ph.D. auf dem Gebiet der synthetischen organischen Chemie. Einige Zeit arbeitete er in Israel in einem Kibbuz.
Von 1982 bis 1987 arbeitete Adams für Merck Frosst, anschließend als Direktor der medizinischen Chemie bei Boehringer Ingelheim Kanada. Weitere Pharmafirmen, für die Adams leitend tätig war, sind ProScript, LeukoSite, Millenium Pharmaceuticals, Infinity Pharmaceuticals, Pieris Pharmaceuticals, Gamida Cell, Clal Biotechnology Industries, Vedantra Pharmaceuticals, Curetech, Elicio.
Adams erhielt 2012 (gemeinsam mit Kenneth Anderson, Fred Goldberg, Paul G. Richardson) den Warren Alpert Foundation Prize für die Entdeckung, präklinische und klinische Entwicklung von Bortezomib bis zur Zulassung durch die Food and Drug Administration und für die Behandlung von Patienten mit Multiplem Myelom. Im selben Jahr verlieh ihm die McGill University ein Ehrendoktorat. 2013 erhielt er den Julia Levy Award der Society of Chemical Industry.
2017 positionierte Adams sich gemeinsam mit zahlreichen anderen Verantwortlichen der biotechnologischen Industrie gegen den sogenannten Muslim ban des damaligen US-Präsidenten Donald Trump.
Julian Adams hat laut Datenbank Scopus einen h-Index von mindestens 65 (Stand Januar 2021).

## Schriften
- als Herausgeber (mit Vincent E. Merluzzi): The search for antiviral drugs: case histories from concept to clinic, 1993 ISBN 3-7643-3606-4
- als Herausgeber: Proteasome Inhibition in Cancer Therapy, 2004 ISBN 978-1-59259-794-9